# Tarot Mystery
Tarot Mystery (タ ロ ッ ト ミ ス テ リ ー) és un títol de Super Famicom que gira al voltant de l'endevinació del tarot i respon a preguntes en japonès. Aquest videojoc es convertiria en el projecte final de Yasuaki Fujita com a compositor de videojocs de Super Famicom. No es va llançar a Amèrica del Nord ni a Europa.

## Característiques
És una simulació d’una lectura del tarot en la qual els jugadors fan preguntes i miren les cartes, que pertanyen al tarot Rider-Waite, combinades amb imatges de violència i de nuesa.
Cada lectura consisteix en una creu celta on la persona que llegeix tria 12 cartes. El joc llegeix automàticament la fortuna de la persona, explicant el passat, el present i el futur del jugador en japonès a través de les cartes. Cada una d'elles explica un element diferent de la consulta, segons la posició que ocupin. Aquests elements són: situació actual, problemes, consciència, subconscient, problemes passats, futur, posició actual, entorn, esperança i resultat.

## Recepció
En el llançament, Famicom Tsūshin puntuà la versió Neo Geo del joc amb un 20 sobre 40.